# 肺痿
肺痿是中医学中因肺阴亏耗，肺叶枯萎而引起的疾病，临床以咳吐浊唾涎沫为主症。可见于西医的某些慢性器质性病变，如肺不张、肺纤维化、肺硬变、矽肺等病。

## 外部連結
- 肺痿 （页面存档备份，存于） 中藥方劑圖像數據庫 (香港浸會大學中醫藥學院) （中文）（英文）
- 矽肺 中藥方劑圖像數據庫 (香港浸會大學中醫藥學院) （中文）（英文）